# George Montagu, IV duca di Manchester
George Montagu, IV duca di Manchester (6 aprile 1737 – 2 settembre 1788), è stato un politico e diplomatico inglese.

## Biografia
Era il figlio di Robert Montagu, III duca di Manchester, e di sua moglie, Lady Harriet Dunch. I suoi nonni paterni erano Charles Montagu, I duca di Manchester e Dodington Greville. Sua madre era la figlia e co-erede di Edmund Dunch e di Elizabeth Godfrey nonché nipote di John Churchill, I duca di Marlborough.

## Carriera
Come suo padre prima di lui, Montagu fu membro del parlamento Whig dell'Huntingdonshire (1761-1762). Dopo aver ereditato il ducato, assunse Robert Adam per realizzare progetti per il castello di Kimbolton, la sua residenza principale.
Ha servito come collettore di sussidi nel porto di Londra nel 1762 ed è stato Lord of the Bedchamber (1762-1770). A partire dal 1782, successe al conte di Hertford come Lord Chamberlain of the Household. Ha ricoperto la carica di Lord luogotenente del Huntingdonshire (1762-1788).
Era un sostenitore di Lord Rockingham e un attivo oppositore della politica americana della Camera dei Lord di Lord North. Durante il governo di Rockingham, Montagu divenne Lord Ciambellano e Consigliere privato. Nel 1783 fu nominato ambasciatore in Francia per "supervisionare la conclusione dei negoziati sui trattati tra Gran Bretagna e Francia, Spagna e Paesi Bassi". Firmò la pace di Parigi a Versailles per la Gran Bretagna per porre fine alla guerra rivoluzionaria americana.
Fu anche Gran Maestro della Prima gran loggia d'Inghilterra (1777-1782) quando gli successe il principe Enrico, duca di Cumberland e Strathearn.

## Matrimonio
Sposò, il 22 ottobre 1762 a Londra, Lady Elizabeth Dashwood (1741-26 giugno 1832), figlia di James Dashwood. Ebbero sei figli:
- George Montagu, visconte Mandeville (11 novembre 1763 - 23 febbraio 1772)[1];
- Lady Anne Mary Montagu (? - 12 aprile 1796)[1];
- Lady Emily Montagu (? - 21 aprile 1838)[1];
- Lady Caroline Mary Montagu (10 agosto 1770 - 24 marzo 1847), sposò James Graham, III duca di Montrose, ebbero sei figli[1];
- William Montagu, V duca di Manchester (21 ottobre 1771 - 18 marzo 1843)[1];
- Lord Frederick Montagu (8 novembre 1774 - 4 ottobre 1827)[1].

## Morte
Montagu era notoriamente a corto di fondi e nel 1767 fu necessario vendere la casa londinese della famiglia Manchester a Berkeley Square al banchiere e politico Robert Child.
Il duca di Manchester morì, dopo una breve malattia, il 2 settembre 1788.